# Pigwowiec
Pigwowiec (Chaenomeles Lindl.) – rodzaj roślin z rodziny różowatych. Obejmuje cztery gatunki. Wszystkie występują we wschodniej Azji – w Chinach, na Półwyspie Koreańskim i w Japonii. Jako introdukowane obecne są w Azji Środkowej, znacznej części Europy, w Ameryce Północnej i Nowej Zelandii. W naturze rosną w lasach, na terenach skalistych, często przy strumieniach.
Rośliny te uprawiane są jako ozdobne, głównie dla obficie rozwijających się wiosną kwiatów. W Japonii rodzaj ten często uprawiany jest w formie bonsai. Długo utrzymujące się na pędach owoce wykorzystywane są do wyrobu przetworów. Pigwowiec japoński w Chinach wykorzystywany jest do aromatyzowania pomieszczeń. W uprawie znajdują się różne gatunki i mieszańce między nimi. W Polsce najczęściej uprawiany jest pigwowiec chiński, pośredni, rzadziej japoński i najrzadziej – wrażliwy na mrozy – pigwowiec katajski. W uprawie znajdują się bardzo liczne odmiany, często mieszańcowego pochodzenia.

## Morfologia
PokrójKrzewy zwykle do 2–3 m, rzadko Ch. cathayensis wyrasta w formie niewielkiego drzewa do 6 m wysokości. Pędy bywają cierniste, nagie lub krótko owłosione, zróżnicowane są na długo- i krótkopędy.
LiścieSezonowe lub zimozielone, skrętoległe, pojedyncze i krótkoogonkowe. Wsparte są przylistkami nerkowatego kształtu, dużymi zwłaszcza na młodych pędach. Blaszka piłkowana lub karbowana. Ma kształt okrągławy u Ch. japonica do lancetowatego u C. cathayensis.
KwiatyWyrastają na krótkopędach na starszych pędach skupione po kilka w pęczkach. Kwiaty są krótkoszypułkowe. Działek kielicha jest 5 i nie są one trwałe. Płatków korony jest 5, są one białe do czerwonych, duże – cały kwiat osiąga 3–5 cm średnicy. Pręcików jest 20 lub więcej, zebranych w dwóch okółkach. Zalążnia jest złożona z 5 owocolistków, w każdym z licznymi zalążkami rozwijającymi się w dwóch rzędach. Szyjek słupka jest tyle ile owocolistków, są zrośnięte u nasady.
OwoceJabłkowate (miąższ tworzy mięśniejące dno kwiatowe), są jajowate do kulistych, osiągają 3–5 cm średnicy, u C. cathayensis nawet do 7 cm. Są bardzo twarde i silnie pachnące, barwy zielonkawej lub żółtej, czasem z rumieńcem. W 5 komorach zawierają bardzo liczne, brązowe nasiona.

## Systematyka
Pozycja systematyczna
Rodzaj z plemienia Pyreae, podrodziny Spiraeoideae (dawniej Pomoideae) z rodziny różowatych Rosaceae, rzędu różowców Rosales w obrębie kladu różowych obejmującego część roślin okrytonasiennych. Gatunki tu zaliczane dawniej włączane były do rodzaju pigwa Cydonia.
Wykaz gatunków
- Chaenomeles cathayensis (Hemsl.) C.K.Schneid. – pigwowiec katajski
- Chaenomeles japonica (Thunb.) Lindl. ex Spach – pigwowiec japoński
- Chaenomeles lagenaria (Loisel.) Koidz. – pigwowiec chiński, p. okazały
- Chaenomeles ×superba (Frafm) Rehder.) – pigwowiec pośredni
- Chaenomeles thibetica T.T.Yu